# 핸드헬드 PC

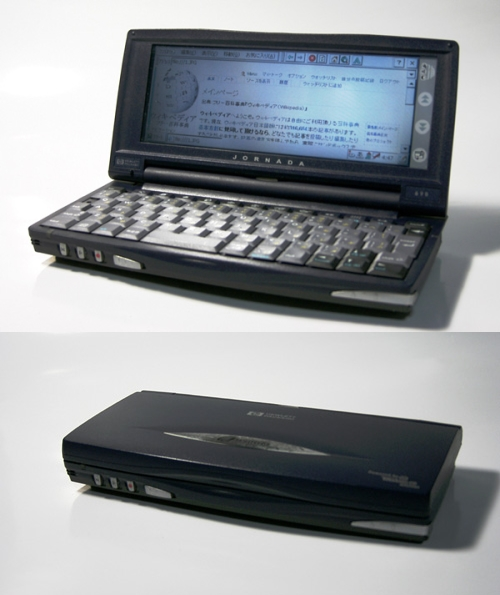
핸드헬드 PC

핸드헬드 PC(영어: Handheld PC, HPC) 또는 팜톱(Palmtop)은 조그마한 수첩 정도의 크기를 하고 있어, 사람들이 손에 들고 다니면서 사용할 수 있는 정도의 크기를 가진 컴퓨터이다.

## 이름의 유래
초소형 컴퓨터로 손바닥에 올려놓고 사용한다는 의미에서 지어진 이름이다.

## 같이 보기
- 윈도우 CE
- 포켓 PC (PPC)